# Inari Ōkami

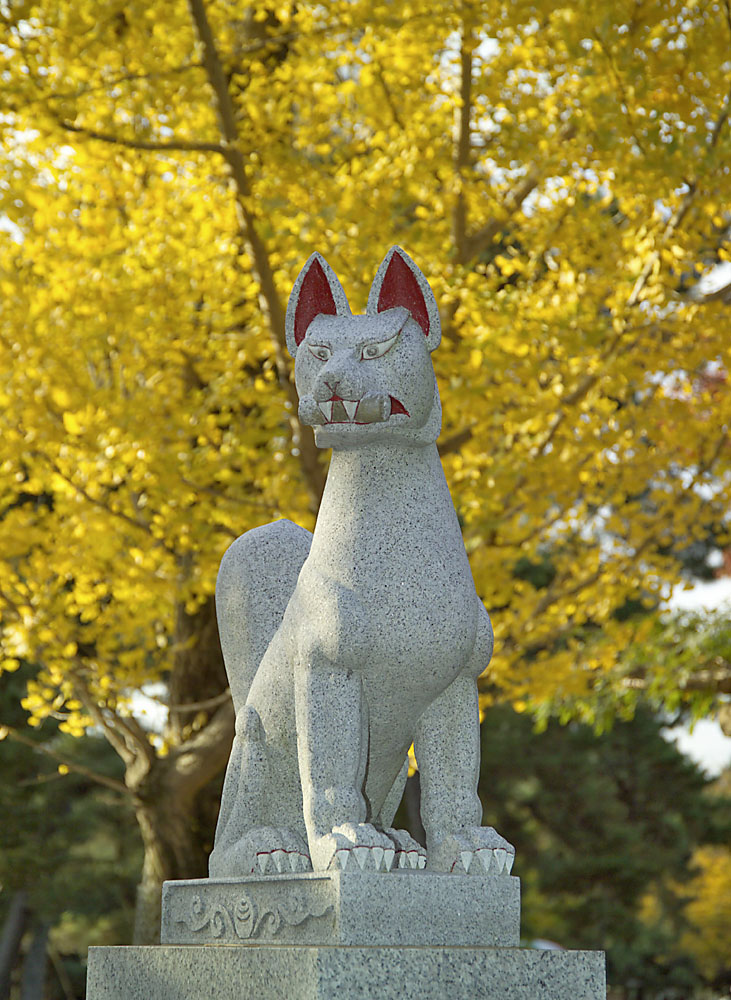
Een vos bij een Inari-shintoschrijn

Inari is een god uit de Japanse mythologie (Shintoïsme). Hij is de god van de rijst.

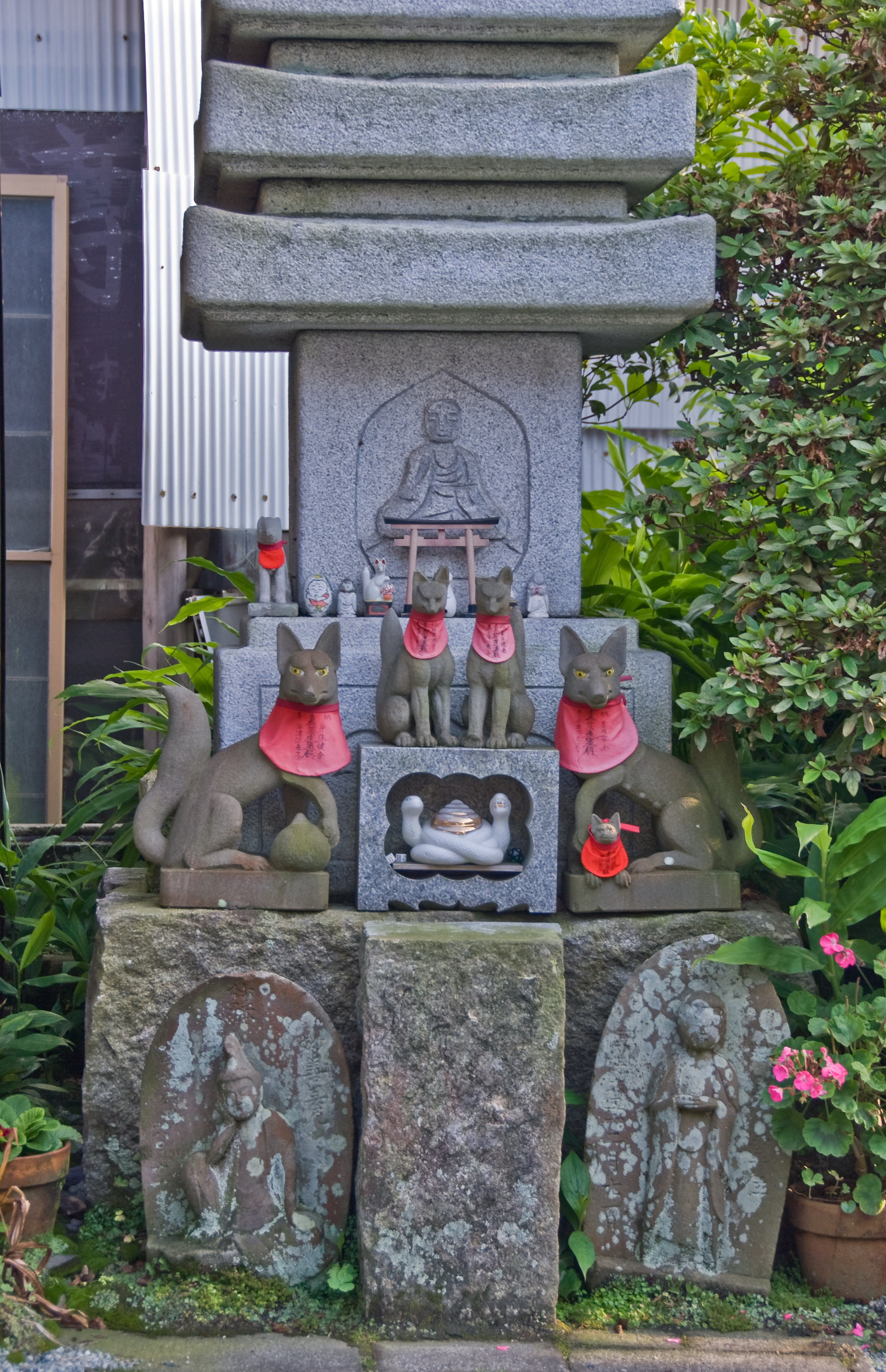
Vossen bij een Inari-shintoschrijn

Hij zorgt voor een goede oogst en voorspoed. Hij wordt voorgesteld als oude man met baard, maar komt ook in vrouwelijke gedaante voor. Vossen zijn zijn boodschappers, ook de god zelf wordt als een vos beschouwd. Voor al zijn heiligdommen staan beelden van vossen.
Inari woont in de bergen en zijn vrouw is de voedselgodin Uke Mochi. Toen Uke Mochi gedood werd, omdat ze voedsel voortbrengt, nam Inari haar rol over. 